# Diego Antonio Cernadas de Castro
Diego Antonio Cernadas de Castro (Santiago de Compostel·la, 1698 - Fruime, 1777) fou un escriptor en gallec i castellà. Fou rector de Fruime.
Cernadas fou un gran defensor de l'idioma gallec, de Galícia i dels gallecs, precursor del galleguisme i periodista. Considerat com la figura literària més notable de Galícia en el segle xvii. Va ser també un poeta molt popular. Prova d'això és que els seus amics, agraïts, van publicar a la seva mort set toms de més de 400 pàgines cada una amb les seves obres.
La seva abundosa producció, recollida a Obras en prosa y verso (1778-81), mostra influències neoclàsssiques.